# Lucas Albrecht
Lucas Albrecht (* 9. Januar 1991 in Neubrandenburg) ist ein deutscher Fußballspieler. Nachdem er zu Beginn seiner Laufbahn ursprünglich als beidfüßiger Offensivspieler insbesondere als Stürmer eingesetzt wurde, spielt er seit 2016 hauptsächlich auf der Position des Innenverteidigers.

## Karriere

### Jugend in Neubrandenburg und Rostock
Der Stürmer durchlief zunächst die Jugendmannschaften des 1. FC Neubrandenburg 04 in seiner Heimatstadt, bevor er 2008 als A-Jugendlicher zum F.C. Hansa Rostock wechselte und für diesen unter Trainer Michael Hartmann in der A-Junioren-Bundesliga spielte. Dabei galt Albrecht zunächst allerdings nicht als Leistungsträger und kam in der Spielzeit 2008/09 zu lediglich vier Torerfolgen in insgesamt 19 Einsätzen, womit er dennoch zur Vize-Meisterschaft seines Teams in der Staffel Nord/Nordost beitrug.
In der Folgesaison 2009/10 hingegen galt Albrecht als Erfolgsgarant der Rostocker Mannschaft, die er mit 15 Toren in 25 Einsätzen zur Meisterschaft ihrer Staffel und damit auch in die Endrunde um die Deutsche Jugendmeisterschaft führte. Im Halbfinale gegen den 1. FSV Mainz 05 erzielte Albrecht daraufhin den entscheidenden Treffer beim 1:0-Sieg Rostocks im Hinspiel, welches nach einem 2:2 im Rückspiel das Erreichen des Finales gegen Bayer 04 Leverkusen bedeutete. In diesem gelang Albrecht erneut der einzige Torerfolg des Spiels, womit er Hansa den ersten nationalen Jugendtitel seit der Wiedervereinigung einbrachte.

### Anfänge bei Hansa Rostock
Zusammen mit Kevin Müller, dem Torwart und Kapitän der Meistermannschaft, rückte Albrecht daraufhin in die Profimannschaft des Vereins auf, welche kurz zuvor aus der 2. Bundesliga in die 3. Liga abgestiegen war. In dieser trainierte Albrecht weiterhin unter Michael Hartmann, der im Sommer 2010 das Amt des Co-Trainers unter Peter Vollmann eingenommen hatte, und bestritt am 24. Juli 2010 ausgetragenen ersten Spieltag sein Debüt im Profifußball. Bald darauf verlängerte er seinen zunächst nur für ein Jahr gültigen Vertrag bis zum 30. Juni 2012. Gegen seine Konkurrenten im Rostocker Sturm, wie Marcel Schied oder Radovan Vujanović, konnte sich Albrecht zunächst aber nicht durchsetzen und kam zumeist nur als Einwechselspieler zum Einsatz. Um Spielpraxis zu sammeln wurde Albrecht deshalb auch vereinzelt in der Rostocker Reservemannschaft eingesetzt, die 2010/11 unter Trainer Axel Rietentiet in der fünftklassigen Oberliga Nordost antrat. Binnen fünf Einsätzen gelang ihm allerdings kein Torerfolg.
Ab der Winterpause spielte Albrecht dann ausschließlich für Hansas Profimannschaft, für die er aber weiterhin zumeist nur als Einwechselspieler aufgeboten wurde. So blieb Albrecht im Ligaspielbetrieb auch für die Profimannschaft Hansas ohne eigenen Torerfolg. Im Landespokal Mecklenburg-Vorpommern, den Hansa als höchstklassigster Teilnehmer gewann, gelang Albrecht allerdings sein erstes Pflichtspieltor im Herrenbereich, welches er am 27. März 2011 im Viertelfinale gegen den unterklassigen MSV Pampow erzielte. Zum Ende der Drittliga-Spielzeit 2010/11 hatte Albrecht schließlich mit 26 Einsätzen Anteil am als Zweiter der Abschlusstabelle erreichten Wiederaufstieg in die 2. Bundesliga, wodurch sein Vertrag sich automatisch bis 2013 verlängerte.
Für die Zweitligaspielzeit 2011/12 verpflichtete Rostock mit Marek Mintál und Tino Semmer weitere Offensivspieler, so dass Albrecht trotz vereinzelter Einsätze im Profiteam auch wieder in der Reservemannschaft aufgeboten wurde. Für diese erzielte Albrecht am zweiten Spieltag der Oberligasaison 2011/12 auch sein erstes Tor in einem Ligaspiel. In der 2. Bundesliga gelang ihm sein erstes Tor jedoch erst drei Monate später bei der 2:5-Niederlage Hansas gegen Union Berlin am 25. November 2011. Als der mittlerweile vom erneuten Abstieg bedrohte Verein zum Ende der Hinrunde Trainer Vollmann durch Wolfgang Wolf austauschte, setzte dieser Albrecht noch einmalig in der zweiten Liga ein. Infolge der Verpflichtung des Stürmers Freddy Borg in der Winterpause kam Albrecht jedoch im restlichen Saisonverlauf nur noch in der Oberliga zum Einsatz. Dabei erreichte er mit der Oberligamannschaft zwar sportlich den Aufstieg in die Regionalliga, doch stieg die Profimannschaft schließlich in die 3. Liga ab, wodurch die Oberligamannschaft das Recht zum Aufstieg verlor.
Auch in der Drittligasaison 2012/13 gehörte Albrecht zum Rostocker Profikader, durch die Verpflichtungen Johan Plats und Ondřej Smetanas sowie die zunächst von Trainer Wolf und später auch von dessen Nachfolger Marc Fascher favorisierte Spielweise mit nur einem Stürmer gelang es ihm aber auch im dritten Jahr seiner Profikarriere nicht, sich einen Stammplatz zu erarbeiten. So kam Albrecht bis zur Winterpause zu lediglich drei Startelf-Einsätzen sowie sieben Einwechslungen, wobei ihm insgesamt nur ein Tor gelang. Daneben lief er noch sechsfach für Rostocks zweite Mannschaft in der Oberliga auf und erzielte auch für diese lediglich ein Tor.

### Babelsberg, Neustrelitz, Kassel und Offenbach
Zum Jahresanfang 2013 löste Albrecht seinen Vertrag beim F.C. Hansa auf und wechselte zum Ligakonkurrenten SV Babelsberg 03. In Potsdam erhielt Albrecht zunächst einen Vertrag bis 2014 bei den von Christian Benbennek trainierten Babelsbergern. Im Sommer 2013 stieg er mit dem Verein in die Regionalliga ab.
Zur Saison 2015/16 wechselte er vom Regionalligisten zum Ligakonkurrenten TSG Neustrelitz. Nachdem er dort in der Hinrunde der Saison noch regelmäßig als Stürmer zum Einsatz gekommen war, wurde er zu Beginn der Rückrunde im Frühjahr 2016 von Trainer Andreas Petersen erstmals als Innenverteidiger eingesetzt und blieb daraufhin hauptsächlich auf dieser Position.
Nach einem Jahr verließ er die Neustrelitzer 2016 wieder und wechselte zu Hessen Kassel in die Regionalliga Südwest, wo er in der Folge ebenfalls hauptsächlich als Innenverteidiger zum Einsatz kam. Zuletzt verlāngerte er den Vertrag bis zum Ende der Saison 2018/19. Nach dem Abstieg der Kasseler im Sommer 2018 wechselte Albrecht zur Saison 2018/2019 zu den Kickers Offenbach.
Parallel zu seiner Tätigkeit als Fußballspieler absolvierte Albrecht ein Fernstudium in Sportmanagement.

## Erfolge
- Deutscher A-Junioren-Meister: 2010 mit Hansa Rostock
- Landespokalsieger Mecklenburg-Vorpommern: 2011 mit Hansa Rostock
- Aufstieg in die 2. Bundesliga: 2011 mit Hansa Rostock